# Québec Cinéma
La Fondation Québec Cinéma est un organisme culturel québécois fondé en 2011 et ayant pour mission d’assurer le rayonnement du cinéma québécois et de ses artistes par la promotion et l’éducation. Québec Cinéma est le producteur de trois grandes vitrines pour le cinéma québécois: Les Rendez-vous du cinéma québécois, la Tournée Québec Cinéma ainsi que le Gala Québec Cinéma. Il propose aussi une programmation pour le milieu scolaire avec le Lab Québec Cinéma.

## Historique

### Racines
L'ancêtre de l'organisation naît en 1973 lors de l'organisation de la 1re Semaine du cinéma québécois au cégep Saint-Laurent. Cet événement va perdurer jusqu'à sa 8e édition, en 1980, au Cinéma St-Denis. En 1982, Les Rendez-vous d’automne du cinéma québécois sont créés. Les membres fondateurs sont Francine Allaire, Carol Faucher, Sylvie Groulx, Babalou Hamelin, Pierre Jutras, Daniel Lajeunesse et Renée Roy, la première directrice générale des Rendez-vous. En 1985, Les Rendez-vous d’automne du cinéma québécois deviennent Les Rendez-vous du cinéma québécois (RVCQ) et passent de l’automne à l’hiver.

### Organisation culturelle
En 1999, l'organisation planifie une remise de prix pour la profession au cours d’une cérémonie télévisée. Les prix sont créés et baptisés les Jutra. Parallèlement, un organisme qui portera le nom de la « Grande Nuit du cinéma » prendra sous son aile l’organisation de la cérémonie.
En 2011, les conseils d’administration des Rendez-vous du cinéma québécois et de la Grande Nuit du cinéma annoncent la fusion des deux organisations et la création de Québec Cinéma. Ségolène Roederer, à la barre des Rendez-vous depuis 11 ans, est nommée à la direction générale du nouvel organisme et chapeaute à ce titre toutes ses activités, les Rendez-vous, la Tournée, les Tête-à-tête et les Jutra du cinéma québécois.

## Controverses
En 2016, dans la tourmente des révélations d'allégation de pédophilie de Claude Jutra par Yves Lever, critique et professeur de cinéma à la retraite,,,, le conseil d'administration de Québec Cinéma décide après réflexion de modifier le nom "La soirée des Jutra" du gala ainsi que le nom du trophée remis aux gagnants et gagnantes lors du gala.